# NGC 6433
NGC 6433 (другие обозначения — UGC 10962, MCG 6-39-15, ZWG 199.13, IRAS17422+3649, PGC 60766) — спиральная галактика (Sb) в созвездии Геркулес.
Этот объект входит в число перечисленных в оригинальной редакции «Нового общего каталога».